# نوع جريئة
نوع جريئة (بالإنجليزية: The Bold Type)‏ مسلسل تلفزيوني كوميدي-درامي أمريكي تم بثه على شكل حر منذ 20 حزيران 2017.

## روابط خارجية
- نوع جريئة على موقع IMDb (الإنجليزية)
- نوع جريئة على موقع ميتاكريتيك (الإنجليزية)
- نوع جريئة على موقع روتن توميتوز (الإنجليزية)
- نوع جريئة على موقع نتفليكس (الإنجليزية)
- نوع جريئة على موقع كينوبويسك (الروسية)
- نوع جريئة على موقع ألو سيني (الفرنسية)
- نوع جريئة على موقع قاعدة بيانات الفيلم (الإنجليزية)